# Masao Abe
Masao Abe (阿部正雄, Abe Masao; Osaka, 1915 - 10 september 2006) was een Japans boeddhistisch filosoof en hoogleraar aan de Nara Universiteit. Hij wordt gerekend tot de filosofische beweging van de Kyotoschool.

## Leven en werk
Christopher Ives schrijft over hem: "Sinds de dood van Daisetz Teitaro Suzuki in 1966, is Masao Abe de belangrijkste vertegenwoordiger van het Zenboeddhisme in Europa en Noord-Amerika."
Masao Abe was de derde van zes kinderen. Zijn vader was arts in Osaka. Abe wilde filosofie en godsdienstwetenschappen gaan studeren aan de Universiteit van Kyoto maar zijn ouders beslisten dat hij een carrière in de zakenwereld moest nastreven. Hij ging dus rechten en economie studeren aan de stadsuniversiteit te Osaka en werkte na het behalen van zijn academische titel voor een bedrijf te Kobe.
Abe hoopt door zijn filosofie de dialoog tussen de religies te bevorderen. In publicaties zoals 'De kenotische God en de dynamische Sunyata' maakt hij dit duidelijk.
Citaat: "De kern in de beleving van de werkelijkheid, gezien vanuit zen, is dynamisch wederzijds afhankelijk ontstaan (dynamic interdepent co-origination)".
Abe trad op als gastprofessor in tal van scholen doorheen de Verenigde Staten, waaronder Haverford College, Columbia-universiteit, Universiteit van Chicago, Princeton-universiteit, Claremont Graduate School, Purdue-universiteit, Universiteit van Hawaii en Gustavus Adolphus College (2000-2001)

## Invloed
Mede door de invloed van de Kyotoschool maakte het westen kennis met het zenboeddhisme. Sporen daarvan zijn terug te vinden in Pirsigs Zen en de kunst van het motoronderhoud, maar ook in de meer academische filosofie van Jacques Derrida en Jean-François Lyotard. Hij was een leraar van de Nederlandse Zen-leraar Ton Lathouwers.

## Publicaties
- Masao Abe: Zen en het westerse denken, red. William R. LaFleur, Kampen: Kok/Pelckmans, 1997 (oorspronkelijk 1985)
- Masao Abe: Buddhism and Interfaith Dialogue, red. Steven Heine, Hawaii 1995 (ISBN 0-8248-1751-6)
- Masao Abe: Zen and Comparative Studies, red. Steven Heine, Hawaii 1997 (ISBN 0-8248-1832-6)
- John B. Cobb, Jr. en Christopher Ives (red.): The Emptying God: A Buddhist-Jewish-Christian Conversation, Maryknoll, NY 1990 (ISBN 0-88344-670-7)